# 478 Tergeste
Tergeste (asteroide 478) é um asteroide da cintura principal com um diâmetro de 79,46 quilómetros, a 2,7491472 UA. Possui uma excentricidade de 0,0882385 e um período orbital de 1 912,38 dias (5,24 anos).
Tergeste tem uma velocidade orbital média de 17,15277451 km/s e uma inclinação de 13,17546º.
Esse asteroide foi descoberto em 21 de Setembro de 1901 por Luigi Carnera.